# Allodapula variegata
Allodapula variegata är en biart som först beskrevs av Smith 1854. Den ingår i släktet Allodapula och familjen långtungebin. Inga underarter finns listade i Catalogue of Life. Arten förekommer i sydöstra Afrika.

## Beskrivning
Allodapula variegata har svart, hårlöst huvud och mellankropp, samt en rödbrun bakkropp. De tre sista segmenten på bakkroppen har en gles, vit behåring. Benens lår är svarta, resten av benet rödbrun. Skenbenen är vithåriga, det sista paret hos honan har en kraftig, vithårig borste för polleninsamling. Arten är helt liten, med en kroppslängd som inte överskrider 7 mm.

## Taxonomi
Släktet Allodapula är ett litet släte om 16 medlemmar som är endemiskt för Afrika, det finns bara där. De är solitära bin, det vill säga de saknar kaster som drottningar, arbetare och hanar, även om hos vissa arter ett antal drottningar kan samsas om vården av avkomman.

## Utbredning
Arten finns i Kenya, Zimbabwe och längs Sydafrikas östra kust.

## Ekologi
Allodapula variegata är dagaktiv och polylektisk, den flyger till blommor från flera olika familjer, som ärtväxter (Aspalathus sp.), korgblommiga växter (Berkheya sp., Lasiospermum sp.), ebenholtsväxter (Diospyros sp.), irisväxter (Moraea sp.), och flenörtsväxter (Phyllopodium).
Arten är solitär, även om flera honor kan slå sig samman och bilda små kolonier. Larvbona inrättas vanligen i torra växtstälkar och andra håligheter i växter.